# Liste der Katholikoi von Aghtamar der Armenischen Apostolischen Kirche
Die Oberhäupter („Katholikoi“) des Katholikats von Aghtamar waren:
- David I. Thornikian (1113–1165?)
- Stephanos I. (1165?–†1185/90?)
- Anonym (1185–1272)
- Stephanos II. (?–1272)
- Stephanos III. Sefedinian (1272–1296?)
- Zacharia I. Sefedinian (1296–1336)
- Stephanos III. (1336?–1346)
- David II. (1346–1368?)
- Zacharia II. der Märtyrer (1369–1393)
- David III. von Aghtamar (1393–1433)
- Zacharias III. von Aghtamar (1434–1464), 1460–1464 auch (Gegen-)Katholikos in Etschmiadsin (Vałaršapat)
- Stephanos IV. (1464–1489)
- Zacharia IV. (1489–1496)
- Atim I. (1496–1510)
- Hovhannes (1510–1512)
- Grigoris I. von Aghtamar (1512–1544?)
- Grigoris II. der Jüngere (1544?–1586)
- Grigoris III. (1586?–1612?)
- Stephanos V. (1612–?)
- Martyros I. von Moks (1660–1662)
- Bedros †1670
- Stephanos IV. 1671?
- Garabed 1677–
- Hovhannes Tiutiuntshiu 1669
- Thomas I. Doghlanbegian (1681–1698)
- Avedis 1697
- Sahak I. Ardzgetzi (1698)
- Hovhannes II. Kedzuk (1699–1704)
- Hairapet I. Paykhetsi (1705–1707)
- Grigoris III. Kavaschetsi (1707–1711)
- Hovhannes III. von Haiotz Dzoretsi (1720–?)
- Krikor von Hisantsi
- Ghazar I. von Moks
- Grigor IV. von Hizan
- Paghtasar I. von Bitlis (1735?–1736)
- Nikoghaios (1736–1751)
- Grigor (1751–1761)
- Thovmas II. (1761–1783)
- Garabed (1783–1787)
- Markos (1788–1791)
- Theot'oros (1792–1794)
- Mikayel (1796–1810)
- Garabed †1813?

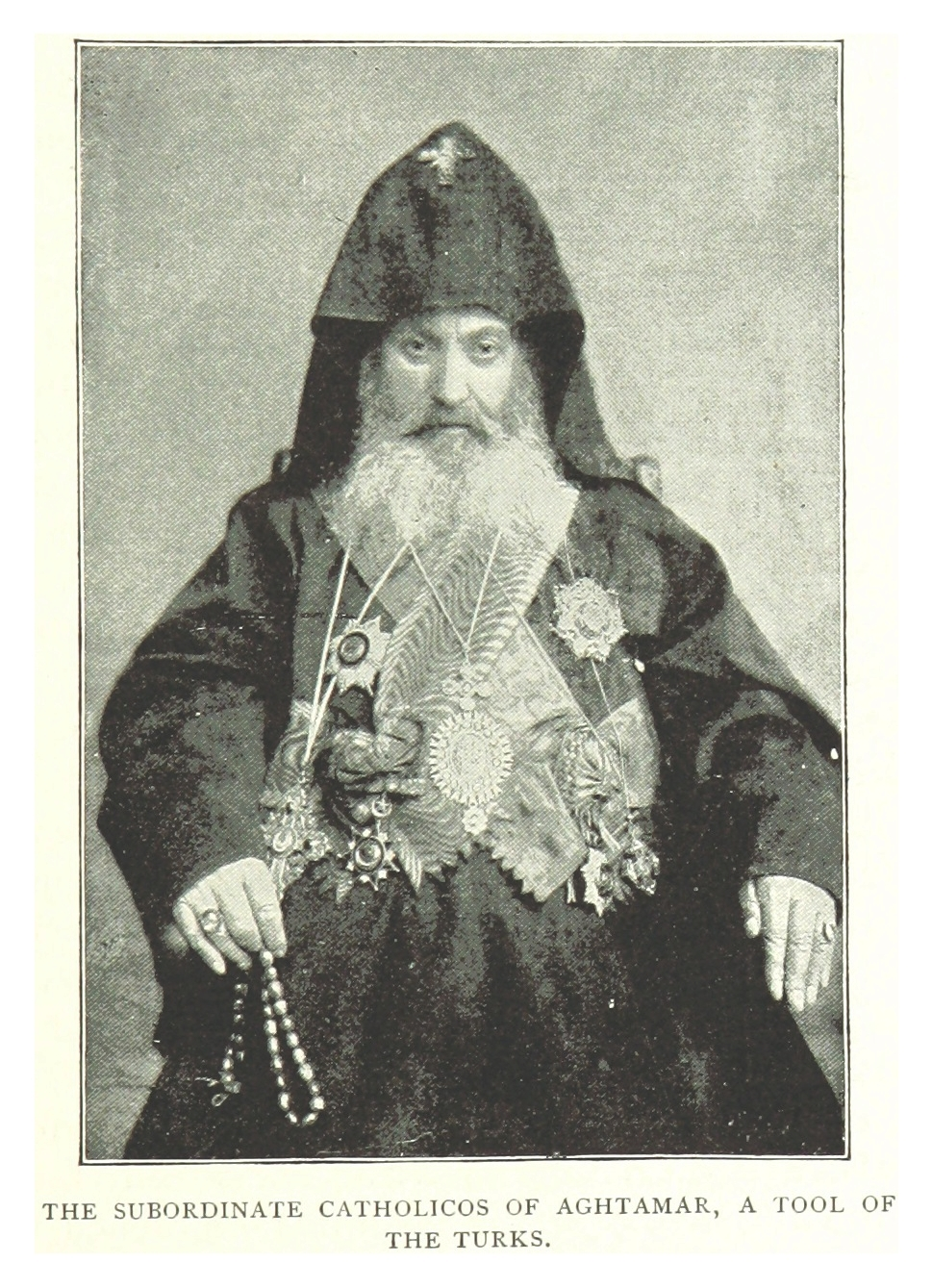
Katholikos Khatchatur III. Schiroian (1864–1895)

- Khatchatur I. der Wundertäter (1803–1814)
- Hovhannes V. Schataketsi (1823–1843)
- Khatchatur II. von Moks (1844–1851)
- Gabriel Shiroian (1851–1857)
- Petros I. Bulbulian (1858–1864)
- Khatchatur III. Schiroian (1864–1895)
- Sedisvakanz
- Am 28. Juli/10. August 1916 bestätigte der Sultan den Beschluss des osmanischen Religions- und Justizministeriums zur Verschmelzung der Katholikate von Aghtamar und von Sis (Kilikien), zur Auflösung der Patriarchate von Konstantinopel und Jerusalem und die Zuweisung von Jerusalem als dem neuen Sitz des „Katholikos-Patriarchen“ aller osmanischen Armenier Sahag II.[2]